# Церква святої Катерини (Феодосія)
Церква святої Катерини — православний храм кінця 19 століття у Феодосії.

## Історія
Храм споруджено на кошти жителів Феодосії за ініціативою Лапшина Василя Івановича.
Церкву закладено 21 квітня 1892, в день народження імператриці Катерини II.
У 1937 році храм зачинено радянською владою і «в дусі часу» перетворено на склад. Через 4 роки повернуто вірянам німецькою окупаційною адміністрацією. З того часу церква була однією з небагатьох дієвих в Криму у радянські часи.
У 2002 році розпочато капітальний ремонт та будівництво комплексу, що охоплює недільну школу, методичний кабінет, бібліотеку і готель, а також новий храм із хрещальнею.
Поруч з церквою знаходяться Феодосійський автовокзал та залізнична станція «Айвазовська».

## Архітектура
Храм збудовано у псевдоросійському стилі. В основі плану — грецький хрест, стіни на високому цоколі, розділені по кутах колонами. Прикрашений портиком вхід розташовано на західній стороні, над входом — дзвіниця.
Верх будівлі оперезано системою кокошників, прикрашених різьбою. Над церквою підносяться п'ять невеликих куполів, пофарбованих в синій колір і «посипаних» зірками.

## Джерела

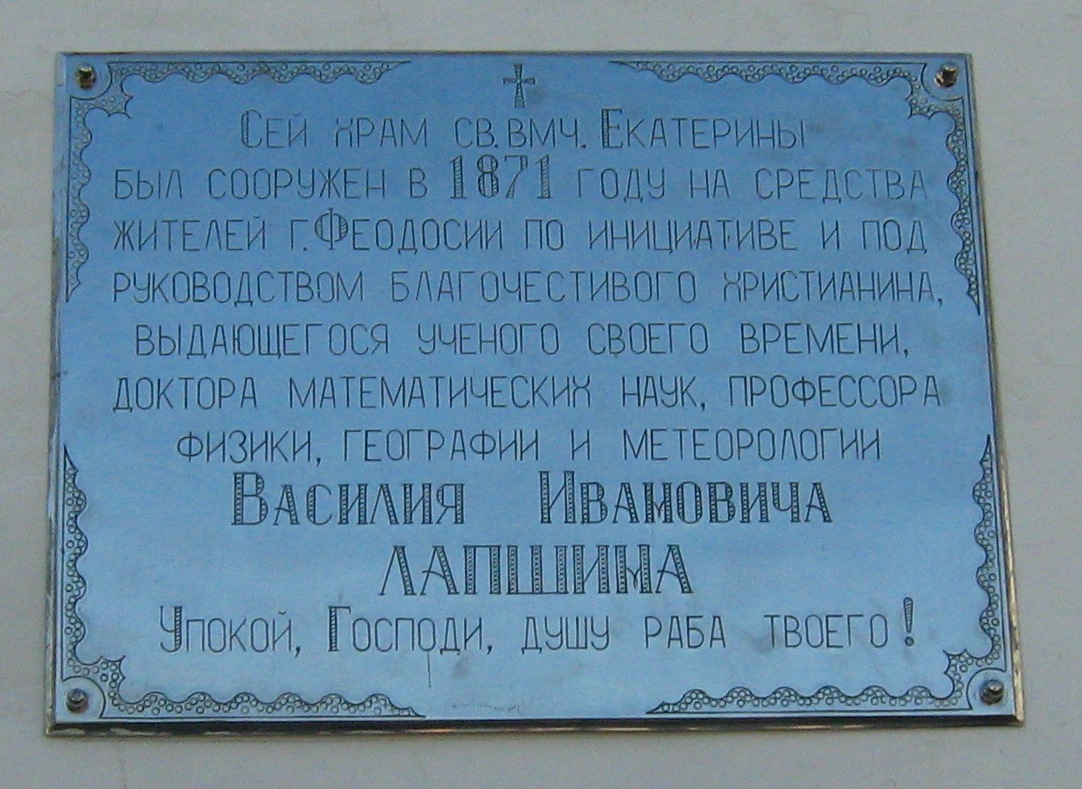
Церква св. Катерини. Меморіальна дошка на честь Лапшина В.І.